# Diocesi di Cerenzia

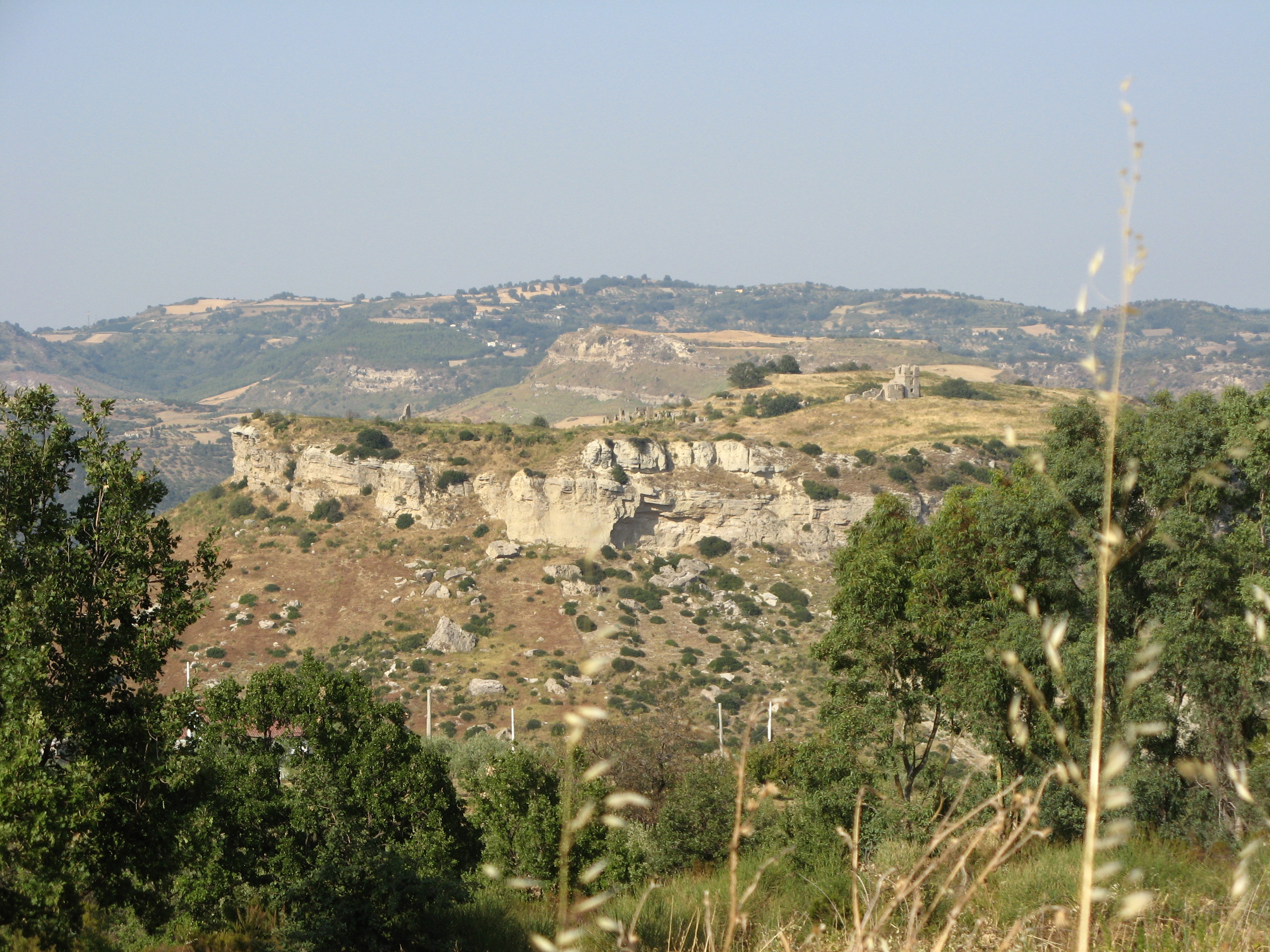
I resti dell'antica città di Acerenthia; in evidenza I ruderi della cattedrale.

La diocesi di Cerenzia (in latino Dioecesis Geruntina) è una sede soppressa e, con il doppio titolo di Cerenza, Pumentum, una sede titolare della Chiesa cattolica.

## Territorio
La diocesi aveva sede nell'antico borgo di Acherenthia, detto anche Pumentum (oggi Cerenzia vecchia), dove si trovava la cattedrale dedicata a san Teodoro di Amasea. Il borgo e la cattedrale sono oggi ridotti a ruderi, mentre l'odierno paese di Cerenzia è sorto nella seconda metà dell'Ottocento.
Confinava con l'arcidiocesi di Santa Severina e con le diocesi di Umbriatico, di Rossano e di Cosenza. Il territorio comprendeva, oltre che Cerenzia, i casali di Verzino e di Lucrò (oggi non più esistente) e il castrum di Caccuri.

## Storia
La diocesi di Cerenzia è stata eretta nel IX secolo e storicamente fu sempre suffraganea dell'arcidiocesi di Santa Severina. Compare per la prima volta nella Notitia Episcopatuum del patriarcato di Costantinopoli, redatta all'epoca dell'imperatore Leone VI e databile all'inizio del X secolo.
Fino alla conquista normanna della Calabria a metà dell'XI secolo, la diocesi era sottomessa al patriarcato di Costantinopoli, ed il rito liturgico in uso era quello greco. La diocesi è ancora documentata nella bolla di papa Lucio III del 1183 all'arcivescovo di Santa Severina, Meleto, nella quale il pontefice conferma al metropolita tutti i suoi privilegi e ne menziona le suffraganee; e nel Provinciale Vetus di Albino databile al 1190 circa.
Tra i primi vescovi noti di Cerenzia si distinse in particolare Policronio, che sul finire dell'XI secolo ripristinò l'abbazia greca di Santa Maria di Altilia. All'inizio il vescovato era ricco in dotazioni e possedimenti; questo attirò l'attenzione dei baroni locali, soprattutto del conte di Crotone Stefano Marchisorto, il quale nel 1205 cercò di imporre sulla sede di Cerenzia il suo cappellano, Madio, contro il legittimo vescovo Guglielmo, eletto dal capitolo.
Con l'avvento degli Angioini iniziò per la diocesi un lento declino. In questo periodo si fecero più tesi i rapporti dei vescovi con l'autorità civile. Scrive Andrea Pesavento:
Dopo la metà del Trecento, la diocesi entrò in crisi per la diffusione della malaria, di malattie e pestilenze, e per la critica posizione della città eretta su una collina esposta a frane, cosa che causò anche la scarsità di acqua potabile. La città episcopale fu pian piano abbandonata, come pure alcuni casali nel territorio diocesano, che si spopolarono per la durezza del regime fiscale imposto dai signori locali.
Nel 1342 per la prima volta un vescovo si intitola di Cerenzia e di Cariati. La sede di Cariati decadde presto, ma circa un secolo più tardi, nel 1437, papa Eugenio IV eresse formalmente la diocesi di Cariati, unendola aeque principaliter con quella di Cerenzia. A causa del degrado di Cerenzia e della decadenza del suo palazzo episcopale, quando, dopo il concilio di Trento, i vescovi ebbero l'obbligo della residenza, quelli di Cariati e Cerenzia preferirono la nuova sede. Commenta Pesavento: «I vescovi preferiranno la città sul mare, anche se esposta al pericolo turco, piuttosto che un luogo isolato e malarico».
Un altro duro colpo per Cerenzia fu la peste del 1528, che causò la distruzione e l'abbandono di gran parte della città di Cerenzia e delle sue cinque parrocchie. È in questa occasione che andò in gran parte perduto anche l'archivio diocesano. Alla fine del Cinquecento, il vescovo Properzio Resta visitò la città episcopale, trovandovi solo desolazione e abbandono; la cattedrale era fatiscente e il palazzo vescovile ridotto a due sole stanze a pian terreno «fabricate di creta, recetto di sorci et formiche, senza comodità di acqua ne di cosa alcuna» (Pesavento). Nel Seicento e nel Settecento alcuni vescovi cercarono di porre rimedio a questa triste situazione, restaurando la cattedrale e costruendo un nuovo palazzo episcopale; ma queste iniziative furono frustrate da frequenti terremoti, che minavano la buona volontà dei prelati.
La soppressione della diocesi avvenne il 27 giugno 1818 con la bolla De utiliori di papa Pio VII, nell'ambito della riorganizzazione delle diocesi del Regno delle due Sicilie. Il territorio fu incorporato nella diocesi di Cariati.
Dal 1968 Cerenzia è annoverata tra le sedi vescovili titolari della Chiesa cattolica con il doppio nome di "Cerenza, Pumentum"; dal 15 agosto 2025 l'arcivescovo, titolo personale, titolare è Eric Soviguidi, osservatore permanente della Santa Sede presso l'Organizzazione delle Nazioni Unite per l'educazione, la scienza e la cultura e nunzio apostolico in Burkina Faso.

## Cronotassi

### Vescovi
- Arnoldo † (menzionato nel 1090)[5]
- Policronio † (prima del 1099 - dopo il 1100)[6]
- Gilberto † (menzionato prima del 1198)
- Guglielmo I † (? - 1205 deceduto)
- Guglielmo di Nereto † (settembre 1205 - 10 luglio 1208 dimesso) 
  - Madio † (settembre 1205 - 10 luglio 1208 dimesso) (vescovo intruso)
- Bernardo, O.Cist. † (prima di settembre 1209 - 1216 deceduto)
- Nicola I † (1216 - circa febbraio 1234 deceduto)
- Matteo, O.Cist. † (1234 - ?)
- Anonimo † (menzionato nel 1257)
- Omodeo † (prima del 1274 - dopo il 1280)
- Nicola II † (13 agosto 1342 - ?)
- Ugo † (? deceduto)
- Giovanni Fardini, O.P. † (22 dicembre 1372 - ?)
- Jacques de la Chastre, O.P. † (22 febbraio 1391 - ?) (obbedienza avignonese)
- Gerardo † (? - 13 febbraio 1394 nominato arcivescovo di Rossano) (obbedienza romana)
- Guglielmo II † (13 febbraio 1394 - ? deceduto)
- Tommaso Rossi † (23 dicembre 1420 - 18 maggio 1429 nominato vescovo di Oppido Mamertina)
- Guglielmo Poggio, O.P. † (1429 - 1437 deceduto)
  - Sede unita a Cariati (1437-1818)
  - Sede soppressa

### Vescovi titolari
- Andrea Bernardo Schierhoff † (11 novembre 1968 - 1º dicembre 1986 deceduto)
- José María Arancibia (26 febbraio 1987 - 13 febbraio 1993 nominato arcivescovo coadiutore di Mendoza)
- Pere Tena i Garriga † (9 giugno 1993 - 10 febbraio 2014 deceduto)
- José Trinidad Fernández Angulo (17 aprile 2014 - 15 luglio 2021 nominato vescovo di Trujillo)
- Antonio D'Angelo (14 agosto 2021 - 19 agosto 2023 nominato arcivescovo coadiutore dell'Aquila)
- Eric Soviguidi, dal 15 agosto 2025